# 長安智子
長安 智子（ながやす ともこ、1980年9月22日 - ）は、日本のフリーアナウンサー。

## 人物・来歴
山口県萩市出身。趣味は映画とゴルフ。血液型はB型。
山口県立萩高等学校を経て学習院大学文学部を卒業。大学在学中には日本テレビ『恋のから騒ぎ』第8期生として2001年10月6日放送分に出演したことがある。
卒業後は事務職を経て2004年に山口放送 (KRY) にアナウンサーとして入社。ラジオ番組のリポーターを担当していた。
2007年にKRYを退社、以後、サガテレビ (sts) にて1年、四国放送 (JRT) にて2年、テレビ熊本 (TKU) にて2年、それぞれアナウンサーとして活動の後、2012年にTKUを退社。5年振りに山口に戻って、NHK山口放送局のキャスターとなり、夕方のニュース『情報維新!やまぐち』でキャスターを務めていた。2015年から2020年まではNHK福岡放送局のキャスターを務め、『はっけんラジオ』を担当した。

## 過去の出演番組

### NHK福岡時代
- はっけんラジオ（キャスター）

### NHK山口時代
- 情報維新!やまぐち（キャスター）

### KRY時代
- お昼はZENKAI ラヂオな時間（ラジオ、中継担当）
- 熱血テレビ（テレビ、リポーター）

### sts時代
- stsスーパーニュース

### JRT時代
- あさ630メインキャスター
- 中四国レインボーネット　徳島代表
- 徳島新聞ニュース
- 徳島三菱ドライブミュージック（ラジオ）

### TKU時代
- TKUスーパーニュースぴゅあピュア
- TKUニュースなど定時ニュース
- FNS27時間テレビ 歌下手自慢 熊本代表
- 夜はホンネで ナレーション
- ナイトマガジンほか、特別番組MC